# All(H)Ours
All(H)Ours (кор. 올아워즈, стилізується ALL(H)OURS) — південнокорейський бой-бенд. Колектив складається з семи учасників: Гонхо, Юмін, Джейден, Міндже, Масамі, Хьонбін і ON: N. Офіційний дебют відбувся 10 січня 2024 року з мініальбомом All Ours.

## Назва
Назва гурту є грою слів «all ours» і «all hours». Вони наче передбачають, що будуть втілювати у життя все, що у них є в будь-який час.

## Історія

### 2023: предебют
24 листопада 2023 року EDEN Entertainment анонсували дебют свого першого чоловічого гурту All(H)Ours у 2024 році.
28 листопада сім учасників були представлені у соціальних мережах гурту. З 28 листопада по 4 грудня компанія опублікувала додаткову інформацію про кожного з учасників.
16 грудня 2023 All(H)Ours провели спеціальний захід під назвою «Hello Ours!» для своїх фанатів у районі Сеула Хонде. 19 грудня гурт випустив відео на своєму YouTube-каналі, де оголосив дату дебюту — січень 2024. Двома днями пізніше All(H)Ours уточнили дату релізу мініальбому All Ours — 10 січня 2024.

### 2024–донині: дебют зAll Ours
10 січня All(H)Ours випустили свій дебютний мініальбом All Ours з головним синглом «Gotcha». В той же день з гурт провів шоукейс «It's All Ours» для фанатів та преси у Yes24 Live Hall в Сеулі.

## Учасники
| Сценічний псевдонім | Сценічний псевдонім | Сценічний псевдонім | Справжнє ім'я | Справжнє ім'я | Справжнє ім'я | Дата народження             | Позиція в гурті            | Місце народження        |
| Українською         | Латиницею           | Хангилем            | Українською   | Латиницею     | Хангилем      | Дата народження             | Позиція в гурті            | Місце народження        |
| ------------------- | ------------------- | ------------------- | ------------- | ------------- | ------------- | --------------------------- | -------------------------- | ----------------------- |
| Гонхо               | Kunho               | 건호                | Лі Гонхо      | Lee Geonho    | 이건호        | 3 квітня 2003 (21 рік)      | Лідер, вокаліст            | Південна Корея          |
| Юмін                | Youmin              | 유민                | Чо Юмін       | Cho Yumin     | 조유민        | 3 липня 2004 (20 років)     | Танцюрист, вокаліст        | Кванджу, Південна Корея |
| Джейден             | Xayden              | 제이든              | Сін Чонмін    | Shin Jeongmin | 신정민        | 6 листопада 2004 (20 років) | Репер                      | Південна Корея          |
| Міндже              | Minje               | 민제                | Кім Міндже    | Kim Minje     | 김민제        | 1 березня 2005 (20 років)   | Вокаліст                   | Південна Корея          |
| Масамі              | Masami              | 마사미              | Масамі        | Masami        | 마사미        | 14 квітня 2005 (19 років)   | Репер                      | Японія                  |
| Хьонбін             | Hyunbin             | 현빈                | Лі Хьонбін    | Lee Hyunbin   | 이현빈        | 12 липня 2006 (18 років)    | Репер                      | Південна Корея          |
| Он                  | ON: N               | 온                  | Кім Джихван   | Kim Jihwan    | 김지환        | 8 грудня 2006 (18 років)    | Танцюрист, вокаліст, макне | Південна Корея          |

## Дискографія

### Мініальбоми
| Назва    | Деталі | Пікові позиції у чартах | Продажі                  |
| Назва    | Деталі | KOR                     | Продажі                  |
| -------- | --- | ----------------------- | ------------------------ |
| All Ours | - Реліз: 10 січня 2024 - Лейбл: Eden, Kakao - Формат: CD, цифрове завантаження, стриминг Трек-лист 1. «Drift» 2. «Gotcha» (으랏차차) 3. «Wao Wao» 4. «Racer» 5. «All Ours» | 18                      | - Південна Корея: 23,995 |

### Сингли
| Назва               | Рік  | Пікові позиції у чартах | Альбом   |
| Назва               | Рік  | KOR Down.               | Альбом   |
| ------------------- | ---- | ----------------------- | -------- |
| «Gotcha» (으랏차차) | 2024 | 159                     | All Ours |